# Ekaterina Katnikova
Ekaterina Nikolaïevna Katnikova (russe : Екатерина Николаевна Катникова), née le 22 mars 1994 à Tchoussovoï, est une lugeuse russe.

## Carrière
Aux Championnats du monde de luge 2020, elle remporte deux médailles d'or, l'une en individuel femmes et l'autre en sprint femmes.